# Заковряшинська сільська рада
Заковря́шинська сільська рада (рос. Заковряшинский сельский совет) — сільське поселення у складі Крутіхинського району Алтайського краю Росії.
Адміністративний центр — село Заковряшино.

## Населення
Населення — 944 особи (2019; 1015 в 2010, 1194 у 2002).

## Склад
До складу сільської ради входять:
| Населений пункт        | Населення, осіб (2002) | Населення, осіб (2010) |
| ---------------------- | ---------------------- | ---------------------- |
| Великий Лог, селище    | 165                    | 103                    |
| Заковряшино, село      | 830                    | 751                    |
| Карасі, селище         | 166                    | 142                    |
| Новоувальський, селище | 33                     | 19                     |